# ليزا ويلكينسون
ليزا ويلكينسون (بالإنجليزية: Lisa Wilkinson) هي صحفية ومذيعة أسترالية، ولدت في 19 ديسمبر 1959 في سيدني في أستراليا.

## وصلات خارجية
- الموقع الرسمي
- ليزا ويلكنسون على موقع IMDb (الإنجليزية)
- ليزا ويلكنسون على موقع ميوزك برينز (الإنجليزية)
- ليزا ويلكنسون على موقع قاعدة بيانات الفيلم (الإنجليزية)